# 別當薰
別當薰（1920年8月23日—1999年4月16日）為日本的棒球選手、教練，出生於兵庫県西宮市。他曾效力於日本職棒大阪虎、每日獵戶座隊等，1952年因平和台事件開始兼任每日獵戶座隊監督到1959年離開，離開之後 先後擔任大阪近鐵猛牛、大洋鯨、廣島鯉魚監督，監督生涯通算1237勝1111敗。

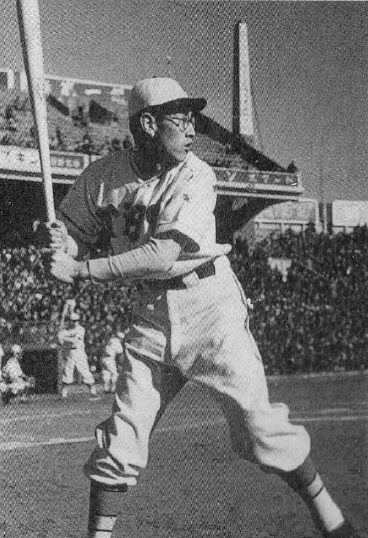
球員時期的別當薰